# Pseudocyclopia minor
Pseudocyclopia minor är en kräftdjursart som beskrevs av T. Scott 1892. Pseudocyclopia minor ingår i släktet Pseudocyclopia och familjen Pseudocyclopiidae. Inga underarter finns listade i Catalogue of Life.